# Jakob van Domselaer
Jakob van Domselaer, officieel Jakob van Domselaar (Nijkerk, 15 april 1890 – Bergen (Noord-Holland), 5 januari 1960) was een Nederlands componist van eigentijdse klassieke muziek.

## Biografie

### Vroege jaren
Jakob van Domselaer, middelste van drie kinderen van kleermaker en textielhandelaar Willem van Domselaar en diens vrouw Maatje van Domselaar-Klaver, volgde piano- en orgellessen bij Johan Enderlé en Willem Petri. Daarna kreeg hij in Utrecht les in compositie en piano van Johan Wagenaar. Op diens aanraden ging Van Domselaer in 1911 naar Berlijn om les te krijgen van Frédéric Lamond. Daar kwam hij in aanraking met het werk van Busoni en Schönberg. Hij was de eerste die in Nederland werk van beide componisten uitvoerde (in 1914).

### Van Domselaer en De Stijl
In 1912 ontmoette Van Domselaer tijdens een reis naar Parijs de Nederlandse non-figuratieve schilder Piet Mondriaan, op aanraden van Catharine Hannaert, met wie beiden bevriend waren. Er ontstond een vriendschap en Van Domselaer legde zich erop toe de ideeën die Mondriaan had verwezenlijkt in de schilderkunst, ook te realiseren in de muziek. Het resultaat hiervan waren de Proeven van Stijlkunst, negen composities geschreven tussen 1913 en 1916. Het zijn de enige muziekstukken die zijn verwezenlijkt volgens de naar muziek vertaalde, op abstractie gerichte principes van De Stijl, de kunstbeweging die Mondriaan samen met andere kunstenaars als Theo van Doesburg en Bart van der Leck had opgericht in 1917. Nelly van Doesburg, de vrouw van Van Doesburg, speelde - als een van de weinige pianisten - de Proeven van Stijlkunst op de door haar georganiseerde Dada-avonden. De componist voerde de werken ook zelf uit, bijvoorbeeld in de concertzaal van Duwaer & Naessens aan de Stadhouderskade in Amsterdam. 

### Latere jaren
Van Domselaer trouwde in 1916 met zijn jeugdvriendin en studiegenote, de pianiste Maaike Middelkoop. Zij was het voornamelijk die het gezin met pianolessen in leven hield. Uit het huwelijk werden drie kinderen geboren: de publiciste Matie (Maatje 1920-2003), Wim (Willem 1921-2000), en dichter en verzetsman Jaap (Jakob 1923-1944) van Domselaer. 
In 1918 was Van Domselaer uitgekeken op de ideeën van De Stijl. Hij sloeg een andere weg in. Toch gaf hij in 1919 nog een concert in de kleine zaal van het Concertgebouw, waarbij hij drie van zijn eerste pianosonates uit 1918 en 1919 uitvoerde. Hij verhuisde van Laren (NH) naar het rustieke Bergen (NH). Daar maakten Adriaan Roland Holst en Henri ten Holt deel uit van zijn artistieke vriendenkring, evenals zijn slechts kort in Bergen gevestigde latere schoonzoons, de CoBrA-kunstenaars Constant Nieuwenhuijs en Asger Jorn.
Als componist nam hij echter een geïsoleerde positie in. Zijn nieuwste werken waren geen 'composities' meer, maar 'geluidsstukken'. Een sprekend voorbeeld is zijn Sonate No. 9 uit 1924. Ook uit die periode is zijn Eerste symfonie (1921), die pas in 2002 voor het eerst ten gehore werd gebracht door het Noord Nederlands Orkest. Vanaf 1930 schreef hij vrijwel alleen suites en variaties, maar zijn werk bleef onbekend bij het publiek. Toch bleef hij componeren. Uiteindelijk had hij 39 sonates, suites en variaties op zijn naam staan. Van Domselaer gaf ook compositieles en heeft in beperkte mate school gemaakt. Tot zijn leerlingen behoorden aan het eind van de jaren veertig Simeon ten Holt, die hem later kwalijk nam dat hij in zijn muziek uiteindelijk niet de radicaalste stap had durven zetten, en Nico Schuyt.
Van Domselaer overleed op 69-jarige leeftijd in Bergen. In 1968 verscheen van de hand van zijn weduwe Maaike van Domselaer-Middelkoop de publicatie Overzicht over leven en werken van Jakob van Domselaer. Van haar werden tevens teksten over de vriendenkring gepubliceerd, o.a. brieven en herinneringen in het literaire tijdschrift Maatstaf.

## Werken (selectie)
- Proeven van Stijlkunst (1913-1916)
- Pianosonates (1918-1935)
- Pianoconcerten (1925, 1927)
- Eerste Symphonie (1921)
- Variaties en Suites voor piano (1930-1958)

- Bibliothèque nationale de France: cb161463170 (data)
- Gemeinsame Normdatei: 133321029
- International Standard Name Identifier: 0000 0000 7142 9868
- Library of Congress Control Number: n2002066468
- MusicBrainz: e0d0cef6-19fb-4914-8f80-23535ed08ddf
- Nederlandse Thesaurus van Auteursnamen: 070205663
- RKD-Nederlands Instituut voor Kunstgeschiedenis: 447593
- Virtual International Authority File: 38103712
- WorldCat: E39PBJpdRV3BKbR4d49y6wqRKd